# Карасев (Краснодарский край)
Карасёв — хутор в Тихорецком районе Краснодарского края России.
Входит в состав Хопёрского сельского поселения.

## География
Хутор находится на левом берегу реки Челбас, напротив хутора Нехворощанский, на расстоянии 29 км к юго-востоку от города Тихорецк, административного центра района, и 123 км к северо-востоку от города Краснодар, административного центра края.

## Население
| 2002 | 2010 |
| ---- | ---- |
| 70   | ↘60  |

## Улицы
- ул. Кирова,
- ул. Садовая,
- ул. Южная[4].